# Abdelhamid El Kaoutari
Abdelhamid El Kaoutari (Montpellier, Departamento de Hérault, Francia, 17 de marzo de 1990) es un futbolista francés de origen marroquí. Juega de defensa central y su equipo actual es el AS Nancy de la Ligue 2 de Francia. Es internacional absoluto con la selección de Marruecos desde 2011.

## Trayectoria
El Kaoutari nació en Montpellier y ha estado con el equipo de su ciudad desde la infancia incorporándose como un jugador juvenil. Mientras que en la cantera del club, conocido como Centro de Formación de La Paillade, ayudó a la sub-19 del Montpellier equipo a ganar la edición 2008-09 de la Copa Gambardella. Después de pasar con éxito a través de La Paillade, El Kaoutari se le permitió entrenar con el equipo sénior de la juventud junto a su compatriota compañero de equipo, Mickaël Nelson. Hizo su debut profesional el 12 de mayo de 2008 en un partido de la  Ligue 2 contra el Gueugnon. El Kaoutari salió como suplente en el minuto 65. Montpellier ganó el partido 2-1.
Para la temporada 2008-09, El Kaoutari aparece regularmente en la Copa Gambardella y la Copa de Francia. Empezó tanto de Montpellier Copa de victorias sobre Francia club amateur de Saint-Flour y el Cannes. Ambos partidos se fue a tiempo extra. El Kaoutari también apareció en cuatro partidos de liga, que incluía tres partidos consecutivos a finales de la temporada, mientras que Montpellier se encontraban en medio de una batalla de la promoción. Montpellier, en efecto, lograr el ascenso a la Ligue 1. El Kaoutari se le dio un papel más prominente en la lista de convocados para la Liga 2009-10 una temporada. Después de aparecer desde el principio como un sustituto, en noviembre, El Kaoutari se convirtió en un elemento básico en el once inicial, que suele comenzar en la posición de lateral izquierdo.
El 28 de julio de 2015 fue adquirido por el Palermo de la Serie A de Italia hasta junio de 2019.

## Selección nacional
Ha sido internacional con la selección de fútbol de Marruecos, ha jugado 11 partidos internacionales.

### Participaciones Internacionales
| Torneo                            | Sede                      | Resultado    |
| --------------------------------- | ------------------------- | ------------ |
| Copa Africana de Naciones de 2012 | Gabón y Guinea Ecuatorial | Primera fase |

## Clubes
| Club                      | País      | Año             |
| ------------------------- | --------- | --------------- |
| Montpellier H.S.C.        | Francia   | 2008 - 2015     |
| U.S. Palermo              | Italia    | 2015 - 2018     |
| Stade de Reims (Préstamo) | Francia   | 2016            |
| Bastia (Préstamo)         | Francia   | 2016 - 2017     |
| Wydad AC                  | Marruecos | 2018            |
| AS Nancy                  | Francia   | 2019 - Presente |

## Palmarés

### Campeonatos nacionales
| Título  | Club               | País    | Año         |
| ------- | ------------------ | ------- | ----------- |
| Ligue 1 | Montpellier H.S.C. | Francia | 2011 - 2012 |